# Região Geográfica Imediata de Araçatuba
A Região Geográfica Imediata de Araçatuba é uma das 53 regiões imediatas do estado brasileiro de São Paulo, uma das três regiões imediatas que compõem a Região Geográfica Intermediária de Araçatuba e uma das 509 regiões imediatas no Brasil, criadas pelo IBGE em 2017.
É composta por 14 municípios, tendo uma população estimada pelo IBGE para 1.º de julho de 2017, de 313 940 habitantes e uma área total de 6 862,793 km².

## Municípios
Fonte: IBGE – Cidades
| Município                  | População Estimada (2017) | Área (km²) |
| -------------------------- | ------------------------- | ---------- |
| Araçatuba                  | 194 874                   | 1167.126   |
| Auriflama                  | 15 085                    | 434.498    |
| Bento de Abreu             | 2 925                     | 301.687    |
| Gastão Vidigal             | 4 683                     | 180.569    |
| General Salgado            | 10 951                    | 494.376    |
| Guararapes                 | 32 654                    | 955.637    |
| Guzolândia                 | 5 179                     | 252.477    |
| Magda                      | 3 185                     | 312.282    |
| Monções                    | 2 249                     | 104.352    |
| Nova Castilho              | 1 239                     | 183.396    |
| Nova Luzitânia             | 3 953                     | 73.816     |
| Rubiácea                   | 3 046                     | 236.484    |
| Santo Antônio do Aracanguá | 8 285                     | 1308.432   |
| Valparaíso                 | 25 632                    | 857.661    |
| Total                      | 313 940                   | 1 167,126  |